# Вяселев, Мурат Рустемович
Мурат Рустемович Вяселев (25 февраля 1934 — 25 ноября 2015, Казань) — советский и российский учёный, профессор кафедры радиоэлектроники и информационно-измерительной техники КНИТУ-КАИ. Заслуженный работник высшей школы Российской Федерации. Член Научного совета РАН по электрохимии и коррозии.

## Биография
В 1958 году окончил Казанский авиационный институт.
С 1970 по 1973 декан радиотехнического факультета, с 1984 по 1988 год заведующий кафедрой радиоэлектронных устройств и измерений, с 1988 по 1998 заведующий кафедрой теоретической радиотехники и электроники, с 1985 по 1988 секретарь партийного комитета КАИ (1985—1988).

## Монографии
1. Вяселев М. Р. Обобщенная теория вольтамперометрии. — КГУ, 1989. — 152 с.
2. Вяселев М. Р. Теория аппаратурных методов вольтамперометрии. — КГТУ, 2000. — 132 с.
3. Будников Г. К., Майстренко В. Н., Вяселев М. Р. Основы современного электроанализа. — «Мир», 2003. — 592 с.
4. Вяселев М. Р., Гильмутдинов А. Х., Евдокимов Ю. К. Нигматуллин Р. Р., Потапов А. А., Ушаков А. А. Фракталы и дробные операторы / под ред. А. Х. Гильмутдинов. — «ФЭН» Академии наук РТ, 2010. — 488 с.